# Premio César per la migliore scenografia
Il premio César per la migliore scenografia (César des meilleurs décors) è un premio cinematografico francese assegnato annualmente dall'Académie des arts et techniques du cinéma a partire dal 1976.
I plurivincitori, con tre riconoscimenti, sono Pierre Guffroy, Alexandre Trauner e Jacques Saulnier.

## Albo d'oro
I vincitori sono indicati in grassetto, a seguire gli altri candidati.

### Anni 1976-1979
- 1976: Pierre Guffroy - Che la festa cominci... (Que la fête commence)
  - Jean-Pierre Kohut-Svelko - Adèle H., una storia d'amore (L'histoire d'Adèle H.)
  - Jean-Pierre Kohut-Svelko - L'importante è amare (L'important c'est d'aimer)
  - Richard Peduzzi - Un'orchidea rosso sangue (La chair de l'orchidée)
- 1977: Alexandre Trauner - Mr. Klein (Monsieur Klein)
  - Bernard Evein - Professione... giocattolo (Le jouet)
  - Pierre Guffroy - L'inquilino del terzo piano (Le locataire)
  - Ferdinando Scarfiotti - Barocco
- 1978: Jacques Saulnier - Providence
  - Bernard Evein - La vita davanti a sé (La vie devant soi)
  - Jean-Pierre Kohut-Svelko - Andremo tutti in paradiso (Nous irons tous au paradis)
  - Hilton McConnico - Gli aquiloni non muoiono in cielo (Dites-lui que je l'aime)
- 1979: Guy-Claude François - Molière
  - Jacques Brizzio - Violette Nozière
  - François de Lamothe - One, Two, Two: 122, rue de Provence
  - Théobald Meurisse - Sale rêveur

### Anni 1980-1989
- 1980: Alexandre Trauner - Don Giovanni
  - Pierre Guffroy - Tess
  - Théobald Meurisse - Buffet freddo (Buffet froid)
  - Jacques Saulnier - I... come Icaro (I... comme Icare)
- 1981: Jean-Pierre Kohut-Svelko - L'ultimo metrò (Le dernier métro)
  - Dominique André - Una brutta storia (Un mauvais fils)
  - Jean-Jacques Caziot - La banchiera (La banquière)
  - Jacques Saulnier - Mio zio d'America (Mon oncle d'Amérique)
- 1982: Max Douy - Malevil
  - Hilton McConnico - Diva
  - Brian Morris - La guerra del fuoco (La guerre du feu)
  - Alexandre Trauner - Colpo di spugna (Coup de torchon)
- 1983: Alain Nègre - Il ritorno di Martin Guerre (Le retour de Martin Guerre)
  - François de Lamothe - I miserabili (Les misérables)
  - Bernard Evein - Una camera in città (Une chambre en ville)
  - Alexandre Trauner - La Truite
- 1984: Hilton McConnico - Lo specchio del desiderio (La lune dans le caniveau) 
  - Jean-Pierre Kohut-Svelko - Mia dolce assassina (Mortelle randonnée)
  - Jacques Saulnier - La vita è un romanzo (La vie est un roman)
  - Alexandre Trauner - Ciao amico (Tchao Pantin)
- 1985: Jacques Saulnier - Un amore di Swann (Un amour de Swann)
  - Jean-Jacques Caziot - Les cavaliers de l'orage
  - Bernard Evein - Notre histoire
  - Enrico Job - Carmen
- 1986: Alexandre Trauner - Subway
  - Jean-Jacques Caziot - La donna che ci separa (Bras de fer)
  - Philippe Combastel - Pericolo nella dimora  (Péril en la demeure)
  - François de Lamothe - Shocking Love (On ne meurt que 2 fois)
- 1987: Pierre Guffroy - Pirati (Pirates) 
  - Bernard Evein - Thérèse
  - Jacques Saulnier - Melò (Mélo)
  - Alexandre Trauner - Round Midnight - A mezzanotte circa ('Round Midnight)
- 1988: Willy Holt - Arrivederci ragazzi (Au revoir les enfants) 
  - Guy-Claude François - Quarto comandamento (La passion Béatrice)
  - Jean-Pierre Kohut-Svelko - Ennemis intimes
- 1989: Bernard Vézat - Camille Claudel
  - Bernard Evein - Trois places pour le 26
  - Thierry Leproust - La lettrice (La lectrice)

### Anni 1990-1999
- 1990: Pierre Guffroy - Valmont
  - Michèle Abbé-Vannier - Bunker Palace Hôtel
  - Théobald Meurisse - Troppo bella per te! (Trop belle pour toi)
- 1991: Ezio Frigerio - Cyrano de Bergerac
  - Ivan Maussion - Il marito della parrucchiera (Le mari de la coiffeuse)
  - Dan Weil - Nikita
- 1992: Jean-Philippe Carp e Miljen Kreka Kljakovic - Delicatessen
  - Philippe Pallut e Katia Wyszkop - Van Gogh
  - Michel Vandestien - Gli amanti del Pont-Neuf (Les amants du Pont-Neuf)
- 1993: Jacques Bufnoir - Indocina (Indochine) 
  - François de Lamothe - A cena col diavolo (Le souper)
  - Hoang Thanh At - L'amante (L'amant)
- 1994: Jacques Saulnier - Smoking/No Smoking
  - Jacques Bufnoir - Justinien Trouvé, ou le bâtard de Dieu
  - Hoang Thanh At - Germinal
- 1995: Gianni Quaranta - Farinelli - Voce regina (Farinelli)
  - Richard Peduzzi e Olivier Radot - La regina Margot (La Reine Margot)
  - Bernard Vézat - Il colonnello Chabert (Le colonel Chabert)
- 1996: Jean Rabasse - La città perduta (La cité des enfants perdus) 
  - Jacques Rouxel, Ezio Frigerio e Christian Marti - L'ussaro sul tetto (Le hussard sur le toit)
  - Michèle Abbé-Vannier - Madama Butterfly (Madame Butterfly)
- 1997: Ivan Maussion - Ridicule
  - Guy-Claude François - Capitan Conan (Capitaine Conan)
  - Jean-Marc Kerdelhue - L'insolente (Beaumarchais l'insolent)
- 1998: Dan Weil - Il quinto elemento (Le cinquième élément) 
  - Jacques Saulnier - Parole, parole, parole... (On connaît la chanson)
  - Bernard Vézat - Il cavaliere di Lagardère (Le bossu)
- 1999: Jacques Rouxel - Lautrec
  - Thierry Flamand - Place Vendôme
  - Richard Peduzzi e Sylvain Chauvelot - Ceux qui m'aiment prendront le train

### Anni 2000-2009
- 2000: Philippe Chiffre - Rembrandt
  - François Emmanuelli - Peut-être
  - Jean Rabasse - Asterix & Obelix contro Cesare (Astérix et Obélix contre César)
  - Hugues Tissandier - Giovanna d'Arco (Jeanne d'Arc)
- 2001: Jean Rabasse - Vatel
  - Thierry François - Saint-Cyr
  - Katia Wyszkop - Les destinées sentimentales
- 2002: Aline Bonetto - Il favoloso mondo di Amélie (Le fabuleux destin d'Amélie Poulain) 
  - Antoine Fontaine - La nobildonna e il duca (L'anglaise et le duc)
  - Guy-Claude François - Il patto dei lupi (Le pacte des loups)
- 2003: Allan Starski - Il pianista (The Pianist) 
  - Arnaud de Moleron - 8 donne e un mistero (8 Femmes)
  - Emile Ghigo - Laissez-passer
  - Hoang Thanh At - Asterix e Obelix - Missione Cleopatra (Astérix & Obélix: Mission Cléopâtre)
- 2004: Jacques Rouxel e Catherine Leterrier - Bon Voyage
  - Patrick Durand - Monsieur N.
  - Jacques Saulnier - Mai sulla bocca (Pas sur la bouche)
- 2005: Aline Bonetto - Una lunga domenica di passioni (Un long dimanche de fiançailles) 
  - François Chauvaud - Les choristes - I ragazzi del coro (Les choristes)
  - Jean-Pierre Fouillet - Immortal ad vitam (Immortel (ad vitam))
- 2006: Olivier Radot - Gabrielle
  - Loula Morin - Les âmes grises
  - Jean-Michel Simonet - Joyeux Noël
- 2007: Maamar Ech-Cheikh - OSS 117: Le Caire, nid d'espions
  - Dominique Douret - Days of Glory (Indigènes)
  - François-Renaud Labarthe - Lady Chatterley
  - Jean-Luc Raoul - Triplice inganno (Les Brigades du Tigre)
  - Jacques Saulnier - Cuori (Coeurs)
- 2008: Olivier Raoux - La vie en rose (La Môme) 
  - Françoise Dupertuis - Le avventure galanti del giovane Molière (Molière)
  - Thierry Flamand - Le deuxième souffle
  - Jean-Pierre Kohut-Svelko - Un secret
  - Christian Marti - Jacquou le croquant
- 2009: Thierry François - Séraphine
  - Emile Ghigo - Nemico pubblico N. 1 - L'istinto di morte (Mesrine: L'instinct de mort) / Nemico pubblico N. 1 - L'ora della fuga (Mesrine: L'ennemi public n° 1)
  - Ivan Niclass - Home
  - Jean Rabasse - Paris 36 (Faubourg 36)
  - Olivier Raoux - Les enfants de Timpelbach

### Anni 2010-2019
- 2010: Michel Barthélémy - Il profeta (Un prophète)
  - Aline Bonetto - L'esplosivo piano di Bazil (Micmacs à tire-larigot)
  - Maamar Ech Cheikh - OSS 117: Rio ne répond plus
  - François-Renaud Labarthe - À l'origine
  - Olivier Radot - Coco avant Chanel - L'amore prima del mito (Coco avant Chanel)
- 2011: Hugues Tissandier - Adèle e l'enigma del faraone (Les Aventures extraordinaires d'Adèle Blanc-sec)
  - Michel Barthélémy - Uomini di Dio (Des hommes et des dieux)
  - Guy-Claude François - La princesse de Montpensier
  - Albrecht Konrad - L'uomo nell'ombra (The Ghost Writer)
  - Christian Marti - Gainsbourg (vie héroïque)
- 2012: Laurence Bennett - The Artist
  - Alain Guffroy - L'Apollonide - Souvenirs de la maison close
  - Pierre-François Limbosch - Le donne del 6º piano (Les femmes du 6e étage)
  - Jean Marc Tran Tan Ba - Il ministro - L'esercizio dello Stato (L'Exercice de l'État)
  - Wouter Zoon - Miracolo a Le Havre (Le Havre)
- 2013: Katia Wyszkop – Les Adieux à la Reine
  - Jean-Vincent Puzos – Amour
  - Philippe Chiffre – Cloclo
  - Florian Sanson – Holy Motors
  - Sylvie Olivé - Tutti pazzi per Rose (Populaire)
- 2014: Stéphane Rozenbaum - Mood Indigo - La schiuma dei giorni (L'Écume des jours)
  - Aline Bonetto - Lo straordinario viaggio di T.S. Spivet (The Young and Prodigious T.S. Spivet)
  - Sylvie Olivé - Tutto sua madre (Les Garçons et Guillaume, à table!)
  - Yan Arlaud - Michael Kohlhaas
  - Benoît Barouh - Renoir
- 2015: Thierry Flamand - La bella e la bestia (La Belle et la Bête)
  - Jean-Philippe Moreaux - French Connection (La French)
  - Katia Wyszkop - Saint Laurent
  - Sébastien Birchler - Timbuktu
  - Aline Bonetto - Yves Saint Laurent
- 2016: Martin Kurel - Marguerite
  - Michel Barthélémy - Dheepan - Una nuova vita (Dheepan)
  - Katia Wyszkop - Journal d'une femme de chambre
  - Jean Rabasse - L'odeur de la mandarine
  - Toma Baquéni - I miei giorni più belli (Trois souvenirs de ma jeunesse)
- 2017: Jérémie Duchier - Mister Chocolat (Chocolat)
  - Carlos Conti - Io danzerò (La Danseuse)
  - Michel Barthélémy - Frantz
  - Riton Dupire-Clément - Ma Loute
  - Katia Wyszkop - Planetarium
- 2018: Pierre Quefféléan - Ci rivediamo lassù (Au revoir là-haut)
  - Emmanuelle Duplay - 120 battiti al minuto (120 battements par minute)
  - Laurent Baude - Barbara
  - Pierre Renson - La promessa dell'alba (La promesse de l'aube)
  - Christian Marti - Il mio Godard (Le redoutable)
- 2019: Michel Barthélémy - I fratelli Sisters (The Sisters Brothers)
  - Pascal Le Guellec - La douleur
  - Emile Ghigo - L'Empereur de Paris
  - David Faivre - Lady J (Mademoiselle de Joncquières)
  - Thierry François - Un peuple et son roi

### Anni 2020-2029
- 2020: Stéphane Rozenbaum – La belle époque
  - Benoît Barouh – Wolf Call - Minaccia in alto mare (Le Chant du loup)
  - Thomas Grézaud – Ritratto della giovane in fiamme (Portrait de la jeune fille en feu)
  - Jean Rabasse – L'ufficiale e la spia (J'accuse)
  - Franck Schwarz – Edmond
- 2021: Carlos Conti – Adieu les cons
  - Thierry François – La brava moglie (La Bonne Épouse)
  - David Faivre – Les choses qu'on dit, les choses qu'on fait
  - Nicolas de Boiscuillé – De Gaulle
  - Benoît Barouh – Estate '85 (Été 85)
- 2022: Riton Dupire-Clément - Illusioni perdute (Illusions perdues)
  - Emmanuelle Duplay - Aline - La voce dell'amore (Aline)
  - Florian Sanson - Annette
  - Bertrand Seitz - Délicieux - L'amore è servito (Délicieux)
  - Stéphane Taillasson - Eiffel
- 2023: Christian Marti - Simone Veil - La donna del secolo (Simone, le voyage du siècle)
  - Michel Barthélémy - La notte del 12 (La Nuit du 12)
  - Sébastian Birchler - Couleurs de l'incendie
  - Emmanuelle Duplay - Forever Young - Les Amandiers (Les Amandiers)
  - Sébastien Vogler - Pacifiction - Un mondo sommerso (Pacifiction - Tourment sur les îles)
- 2024: Stéphane Taillasson - I tre moschettieri - D'Artagnan (Les Trois Mousquetaires: D'Artagnan) e I tre moschettieri - Milady (Les Trois Mousquetaires: Milady)
  - Toma Baquéni - Il gusto delle cose (La Passion de Dodin Bouffant)
  - Emmanuelle Duplay - Anatomia di una caduta (Anatomie d'une chute)
  - Julia Lemaire - The Animal Kingdom (Le Règne animal)
  - Angelo Zamparutti - Jeanne du Barry - La favorita del re (Jeanne du Barry)
- 2025: Stéphane Taillasson – Il conte di Montecristo (Le Comte de Monte-Cristo)
  - Emmanuelle Duplay – Emilia Pérez
  - Jean-Philippe Moreaux – L'amore che non muore (L'Amour ouf)
  - Olivier Radot – Sarah Bernhardt, la Divine
  - Stéphane Rozenbaum – Monsieur Aznavour